# Transamerica
 Transamerica és una pel·lícula estatunidenca de Duncan Tucker, estrenada el 2005.

## Argument
Bree (Felicity Huffman), transsexual anomenat Stanley Schupak, ha de ser operat per a una vaginoplastia, última operació perquè es converteixi físicament en una dona. Una setmana abans, rep una trucada telefònica d'un adolescent de 17 anys, Toby Wilkins, que pretén ser el fill de Stanley i necessitar-lo, ja que és detingut en una comissaria de policia de Nova York.
Per ordre de la seva terapeuta, Bree fet el viatge de Los Angeles a Nova York per alliberar Toby i enfrontar-se al seu passat d'home. De cara a ell, es fa passar per a una missionera cristiana que arriba en ajuda de l'adolescent, que resulta viure de la prostitució i consumidor de droga. Bree decideix portar-lo amb el seu sogre a Kentucky, abans d'adonar-se que Toby no hi té més relacions i de portar-lo fins a Califòrnia on desitja provar la seva sort en el cinema, a risc no obstant això de perdre els estalvis per finançar l'operació.

## Repartiment
- Felicity Huffman: Bree
- Kevin Zegers: Toby, el seu fill
- Elizabeth Peña: Margaret, la terapeuta
- Grant Monohon: l'autoestopista
- Graham Greene: Calvin Many Goats, criador de cavalls

La família de Stanley/Bree :
- Fionnula Flanagan: Elizabeth, la mare
- Burt Young: Murray, el pare
- Carrie Preston: Sydney, la germana

## Premis i nominacions

### Premis
- Millor actriu (Felicity Huffman) i millor guió (Duncan Tucker) als Premis Independent Spirit.
- Jurat dels lectors del "Siegessäule" al Festival Internacional de Cinema de Berlín.
- Globus d'Or a la millor actriu dramàtica per Felicity Huffman.

### Nominacions
- Oscar a la millor actriu per Felicity Huffman.
- Oscar a la millor cançó original